# Jachthuurovereenkomst

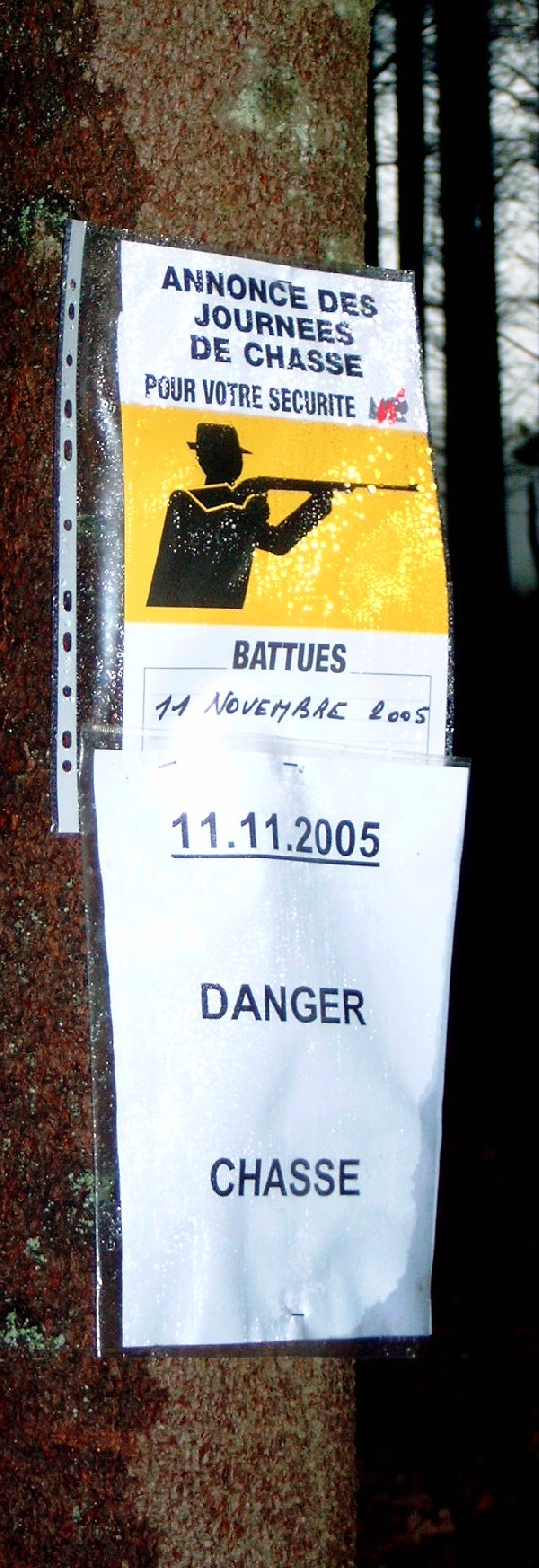
Jachtwaarschuwing in de Belgische Ardennen

Een jachthuurovereenkomst is een overeenkomst voor de huur van een jachtgebied. 
In Nederland is een jachthuurovereenkomst een voorwaarde om een jachtakte te krijgen. Deze overeenkomst wordt genoemd in artikel 34, lid 1 van de Flora- en faunawet (jachthuur).  
Er kan een huurbedrag worden afgesproken of ook een tegenprestatie. De grondeigenaar, een boer bijvoorbeeld, krijgt weleens een konijn, fazant of haas als tegenprestatie voor de jachthuurovereenkomst. 